# 페트로파블롭스크캄차츠키
페트로파블롭스크-캄차츠키(러시아어: Петропа́вловск-Камча́тский, 문화어: 뻬뜨로빠블롭스크-깜챠쯔끼)는 러시아 캄차카반도 남부에 위치한 도시로, 캄차카 변경주의 행정 중심지이다. 2021년 기준 인구는 164,900명이다. 태평양의 아바차만 연안에 맞닿아 있다. 과거 명칭은 단순히 페트로파블롭스크였으나 1924년 형용사 캄차츠키가 도시명에 추가되었다.

## 역사
1697년 코사크족이 이 지역에 도달했고, 1740년 비투스 베링의 주도로 러시아 제국이 이곳에 마을을 세웠다. 1854년 크림 전쟁 중에 영국-프랑스 군대가 이곳을 두고 포위전을 벌였으나 성공하지 못했다. 페트로파블롭스크는 제2차 세계대전 종전 직후 스탈린이 하바롭스크와 함께 미 해군이 군사기지를 건설할 수 있도록 허용한 두 지역 중 하나였다. 소련 시대부터 이곳은 러시아의 생선, 특히 연어와 게의 주요 공급원이다.

## 지리
캄차카반도 남동부에 있는 도시로, 북태평양과 맞닿아 있으며 아바차만의 안쪽에 있다. 러시아의 다른 도시와 이어지는 육로는 없으며, 물자의 수송이나 산업 활동의 전개는 하늘길과 바닷길에 의존하고 있다. 활화산과 높은 산들에 둘러싸인 도시이다.
수도 모스크바와의 거리는 약 12,000km이며, 시차는 +9시간이다. 극동 러시아에서 가장 큰 도시인 블라디보스토크와의 거리는 약 2,220km이며, 일본의 홋카이도로부터는 약 1,500km 떨어져 있다. 한국 및 일본과의 시차는 +3시간이며, 서머타임을 적용하면 +4시간이다.

### 기후·지진
시베리아의 대륙성 기후와 동아시아의 몬순의 영향을 받는다. 여름 낮의 평균 최고기온이 15도, 겨울 밤의 평균 최저 기온이 -20도로, 여름은 시원하고 겨울은 꽤 춥다. 하루의 기온 차이는 크지만 주변의 내륙지역에 비해 이곳의 겨울은 그다지 춥지 않다.
캄차카반도는 환태평양 조산대에 들어가 있어, 지진이 자주 일어나는 지역이기도 하다.
| Petropavlovsk-Kamchatsky (1991-2020)의 기후 | Petropavlovsk-Kamchatsky (1991-2020)의 기후 | Petropavlovsk-Kamchatsky (1991-2020)의 기후 | Petropavlovsk-Kamchatsky (1991-2020)의 기후 | Petropavlovsk-Kamchatsky (1991-2020)의 기후 | Petropavlovsk-Kamchatsky (1991-2020)의 기후 | Petropavlovsk-Kamchatsky (1991-2020)의 기후 | Petropavlovsk-Kamchatsky (1991-2020)의 기후 | Petropavlovsk-Kamchatsky (1991-2020)의 기후 | Petropavlovsk-Kamchatsky (1991-2020)의 기후 | Petropavlovsk-Kamchatsky (1991-2020)의 기후 | Petropavlovsk-Kamchatsky (1991-2020)의 기후 | Petropavlovsk-Kamchatsky (1991-2020)의 기후 | Petropavlovsk-Kamchatsky (1991-2020)의 기후 |
| 월                                          | 1월                                         | 2월                                         | 3월                                         | 4월                                         | 5월                                         | 6월                                         | 7월                                         | 8월                                         | 9월                                         | 10월                                        | 11월                                        | 12월                                        | 연간                                        |
| ------------------------------------------- | ------------------------------------------- | ------------------------------------------- | ------------------------------------------- | ------------------------------------------- | ------------------------------------------- | ------------------------------------------- | ------------------------------------------- | ------------------------------------------- | ------------------------------------------- | ------------------------------------------- | ------------------------------------------- | ------------------------------------------- | ------------------------------------------- |
| 역대 최고 기온 °C (°F)                      | 5.2 (41.4)                                  | 6.2 (43.2)                                  | 8.5 (47.3)                                  | 18.8 (65.8)                                 | 20.6 (69.1)                                 | 26.9 (80.4)                                 | 30.0 (86.0)                                 | 27.7 (81.9)                                 | 24.4 (75.9)                                 | 19.4 (66.9)                                 | 12.6 (54.7)                                 | 10.5 (50.9)                                 | 30.0 (86.0)                                 |
| 일평균 최고 기온 °C (°F)                    | −4.0 (24.8)                                 | −3.4 (25.9)                                 | −0.3 (31.5)                                 | 3.6 (38.5)                                  | 8.6 (47.5)                                  | 13.7 (56.7)                                 | 17.0 (62.6)                                 | 17.5 (63.5)                                 | 14.7 (58.5)                                 | 8.5 (47.3)                                  | 1.8 (35.2)                                  | −2.6 (27.3)                                 | 6.3 (43.3)                                  |
| 일일 평균 기온 °C (°F)                      | −6.5 (20.3)                                 | −6.1 (21.0)                                 | −3.4 (25.9)                                 | 0.4 (32.7)                                  | 4.8 (40.6)                                  | 9.5 (49.1)                                  | 13.0 (55.4)                                 | 13.7 (56.7)                                 | 10.7 (51.3)                                 | 5.5 (41.9)                                  | −0.6 (30.9)                                 | −5.0 (23.0)                                 | 3.0 (37.4)                                  |
| 일평균 최저 기온 °C (°F)                    | −8.9 (16.0)                                 | −8.6 (16.5)                                 | −5.9 (21.4)                                 | −1.9 (28.6)                                 | 2.1 (35.8)                                  | 6.6 (43.9)                                  | 10.4 (50.7)                                 | 11.1 (52.0)                                 | 7.9 (46.2)                                  | 3.0 (37.4)                                  | −2.7 (27.1)                                 | −7.1 (19.2)                                 | 0.5 (32.9)                                  |
| 역대 최저 기온 °C (°F)                      | −28.6 (−19.5)                               | −31.7 (−25.1)                               | −24.8 (−12.6)                               | −14.8 (5.4)                                 | −6.3 (20.7)                                 | −1.5 (29.3)                                 | 2.5 (36.5)                                  | 4.4 (39.9)                                  | −1.1 (30.0)                                 | −7.5 (18.5)                                 | −16.5 (2.3)                                 | −26.0 (−14.8)                               | −31.7 (−25.1)                               |
| 평균 강수량 mm (인치)                       | 110 (4.3)                                   | 75 (3.0)                                    | 103 (4.1)                                   | 88 (3.5)                                    | 58 (2.3)                                    | 57 (2.2)                                    | 66 (2.6)                                    | 91 (3.6)                                    | 105 (4.1)                                   | 154 (6.1)                                   | 156 (6.1)                                   | 115 (4.5)                                   | 1,178 (46.4)                                |
| 평균 강설량 cm (인치)                       | 79 (31)                                     | 104 (41)                                    | 117 (46)                                    | 103 (41)                                    | 22 (8.7)                                    | 0 (0)                                       | 0 (0)                                       | 0 (0)                                       | 0 (0)                                       | 0 (0)                                       | 8 (3.1)                                     | 39 (15)                                     | 472 (185.8)                                 |
| 평균 강우일수                               | 1                                           | 0.4                                         | 1                                           | 3                                           | 13                                          | 15                                          | 17                                          | 17                                          | 17                                          | 17                                          | 6                                           | 1                                           | 108.4                                       |
| 평균 강설일수                               | 18                                          | 18                                          | 18                                          | 17                                          | 7                                           | 0.1                                         | 0                                           | 0                                           | 0.03                                        | 3                                           | 15                                          | 17                                          | 113.13                                      |
| 평균 상대 습도 (%)                          | 71                                          | 68                                          | 68                                          | 72                                          | 75                                          | 79                                          | 84                                          | 83                                          | 79                                          | 74                                          | 70                                          | 71                                          | 75                                          |
| 평균 월간 일조시간                          | 105.4                                       | 115.8                                       | 176.7                                       | 192.0                                       | 192.2                                       | 192.0                                       | 170.5                                       | 176.7                                       | 177.0                                       | 158.1                                       | 123.0                                       | 93.0                                        | 1,872.4                                     |
| 출처 1: Погода и климат                     |                                             |                                             |                                             |                                             |                                             |                                             |                                             |                                             |                                             |                                             |                                             |                                             |                                             |
| 출처 2: Hong Kong Observatory               |                                             |                                             |                                             |                                             |                                             |                                             |                                             |                                             |                                             |                                             |                                             |                                             |                                             |

## 인구
시의 인구는 198,000명(2002년의 국세조사)이며 최근 다시 인구가 증가하고 있다. 캄차카주 전체 인구의 절반을 차지하고 있다.

## 행정
예전에는 캄차카주의 주도로서 캄차카반도 전체의 행정의 중심지였다. 북부는 코랴크 자치구였지만, 2007년 통합에 따라 캄차카 지방의 주도가 되었다.

## 산업
러시아 태평양 함대의 중요한 군항이다. 또 주변 해역의 풍부한 어업 자원을 바탕으로 한 수산업도 번성했다. 특히 연어나 게의 어획량이 많다. 캄차카반도에는 아직 개발되지 않은 천연자원이 많아 개발 거점으로 주목받고 있다.
최근에는 세계 유산으로 지정된 캄차카반도의 화산군이나, 시 주변의 자연경관과 동식물 등을 보기위한 거점 역할을 하고 있다. 이곳을 방문하는 관광객들은 대부분이 알래스카의 미국 관광객이다.

## 자매도시
자매도시는 다음과 같다.
- 일본 구시로시(1998년부터)
- 우크라이나 세바스토폴(2009년부터)
- 미국 알래스카 어널래스카섬(1990년부터)

## 같이 보기
- 페트로파블롭스크(카자흐스탄)